# Asthenes
Asthenes es un género de aves paseriformes perteneciente a la familia Furnariidae que agrupa a numerosas especies oriundas de América del Sur cuyas áreas de distribución se encuentran entre el norte de Colombia y Venezuela hasta el extremo sur de Argentina y Chile. Son conocidas popularmente como canasteros. Las especies anteriormente agrupadas en los géneros Schizoeaca y Oreophylax, ahora reunidas en el presente, reciben el nombre popular de piscuices.

## Etimología
El nombre genérico femenino «Asthenes» deriva del término griego «ασθενης asthenēs» que significa ‘insignificante’. El nombre común de la mayoría de sus miembros, canasteros, hace referencia a los nidos ovoidales que construyen tejiendo ramitas y hierba.

## Características
Los canasteros y piscuices son furnáridos pequeños, miden entre 14,5 y 19 cm de longitud, generalmente de cola larga, encontrados en pastizales o terrenos arbustivos abiertos o semiabiertos, principalmente en los Andes (algunas especies ocurren en diversos otros ambientes geográficos). Son primariamente terrestres, tímidos y difíciles de ser bien observados, lo que hace aún más difícil de distinguir las muchas especies que se parecen una con la otra. Son puntos claves de distinción la presencia o ausencia de estriado, por arriba y/o por abajo; la presencia de barbijo, generalmente rufo anaranjado; y la extensión de rufo en la cola. Las rectrices son anchas y arredondadas en algunas especies, más estrechas y puntudas en otras. Todos los canasteros tienen vocalizaciones bastante similares, de manera que la voz tiene valor limitado en la separación de las diversas especies. Se alimentan principalmente de insectos y otros invertebrados.La mayoría son especies sedentarias pero al menos dos especies (Asthenes pyrrholeuca y Asthenes hudsoni) son migratorias.

## Taxonomía
Los estudios genético moleculares de Irestedt et al. (2006) y Moyle et al. (2009) encontraron que Asthenes era un género polifilético. Estudios posteriores de Derryberry et al. (2010b, 2011), con un muestreo de taxones mayor, mostraron que cuatro especies entonces colocadas en el presente ( A. humicola, A. patagonica, A. steinbachi, A. cactorum), estaban realmente más próximas a un grupo de géneros consistentes de Pseudoseisura, Xenerpestes, etc., y nombraron un nuevo género, Pseudasthenes, para aquellas cuatro especies. Este cambio taxonómico fue aprobado en la Propuesta N° 433 al SACC.
Después de la transferencia de las cuatro especies para Pseudasthenes, Asthenes permanecía parafilético debido a que la especie Oreophylax moreirae y todas las especies entonces agrupadas en Schizoeaca (harterti, helleri, vilcabambae, palpebralis, coryi, perijana, fuliginosa y griseomurina) estaban mezcladas en el mismo. De esa forma, se propuso la transferencia de las especies entonces en Oreophylax y Schizoeaca para el presente, lo que fue aprobado en la Propuesta N° 434 al SACC.

## Lista de especies
Según el orden filogénico establecido por el Comité de Clasificación de Sudamérica (SACC) y las clasificaciones del Congreso Ornitológico Internacional (IOC) y Clements Checklist/eBird, el género agrupa a las siguientes especies con el respectivo nombre popular de acuerdo con la Sociedad Española de Ornitología (SEO) u otro cuando referenciado, y con las diferencias entre las clasificaciones comentadas en Notas taxonómicas:
| Imagen | Nombre científico                  | Autor                            | Nombre común              | Estado de conservbación | Distribución |
| ------ | ---------------------------------- | -------------------------------- | ------------------------- | ----------------------- | ------------ |
|        | Asthenes dorbignyi                 | (Reichenbach, 1853)              | canastero rojizo          | LC                      |              |
|        | Asthenes (dorbignyi) arequipae     | (P.L. Sclater & Salvin, 1869)    | canastero de Arequipa     | LC                      |              |
|        | Asthenes (dorbignyi) huancavelicae | Morrison, 1938                   | canastero de Huancavelica | LC                      |              |
|        | Asthenes (dorbignyi) usheri        | Morrison, 1941                   | canastero coliblanco      | NT                      |              |
|        | Asthenes berlepschi                | (Hellmayr, 1917)                 | canastero de Berlepsch    | NT                      |              |
|        | Asthenes baeri                     | (Berlepsch, 1906)                | canastero chaqueño        | LC                      |              |
|        | Asthenes luizae                    | Vielliard, 1990                  | canastero de Cipó         | NT                      |              |
|        | Asthenes hudsoni                   | (P.L. Sclater, 1874)             | canastero pampeano        | NT                      |              |
|        | Asthenes anthoides                 | (King, 1831)                     | canastero austral         | LC                      |              |
|        | Asthenes urubambensis              | (Chapman, 1919)                  | canastero del Urubamba    | NT                      |              |
|        | Asthenes flammulata                | (Jardine, 1850)                  | canastero flamulado       | LC                      |              |
|        | Asthenes virgata                   | (P.L. Sclater, 1874)             | canastero de Junín        | LC                      |              |
|        | Asthenes maculicauda               | (Berlepsch, 1901)                | canastero estriado        | LC                      |              |
|        | Asthenes wyatti                    | (P.L. Sclater & Salvin, 1871)    | canastero de Wyatt        | LC                      |              |
|        | Asthenes humilis                   | (Cabanis, 1873)                  | canastero gorgiestriado   | LC                      |              |
|        | Asthenes modesta                   | (Eyton, 1852)                    | canastero pálido          | LC                      |              |
|        | Asthenes moreirae                  | (Ribeiro, 1905)                  | piscuiz de Itatiaia       | LC                      |              |
|        | Asthenes pyrrholeuca               | (Vieillot, 1817)                 | canastero coludo          | LC                      |              |
|        | Asthenes harterti                  | (Berlepsch, 1901)                | piscuiz gorginegro        | LC                      |              |
|        | Asthenes helleri                   | (Chapman, 1923)                  | piscuiz de la Puna        | LC                      |              |
|        | Asthenes ayacuchensis              | (Vaurie, Weske & Terborgh, 1972) | piscuiz de Ayacucho       | LC                      |              |
|        | Asthenes vilcabambae               | (Vaurie, Weske & Terborgh, 1972) | piscuiz de Vilcabamba     | LC                      |              |
|        | Asthenes pudibunda                 | (P.L. Sclater, 1874)             | canastero peruano         | LC                      |              |
|        | Asthenes ottonis                   | (Berlepsch, 1901)                | canastero frentirrufo     | LC                      |              |
|        | Asthenes heterura                  | (Berlepsch, 1901)                | canastero de Iquico       | LC                      |              |
|        | Asthenes palpebralis               | (Cabanis, 1873)                  | piscuiz de anteojos       | LC                      |              |
|        | Asthenes coryi                     | (Berlepsch, 1888)                | piscuiz de Cory           | LC                      |              |
|        | Asthenes perijana                  | (Phelps Jr., 1977)               | piscuiz de Perijá         | EN                      |              |
|        | Asthenes fuliginosa                | (Lafresnaye, 1843)               | piscuiz barbiblanco       | LC                      |              |
|        | Asthenes griseomurina              | (P.L. Sclater, 1882)             | piscuiz ratón             | LC                      |              |